# Premijer Liga (Handball)
Die Premijer Liga (vollständiger Name nach dem Hauptsponsor: Paket24 Premijer Liga) ist seit 1991 die höchste Spielklasse im kroatischen Handball. Veranstalter ist der kroatische Handballverband (Hrvatski rukometni savez).

## Modus
In der Hauptrunde spielen in zwei Ligen (Liga A und Liga B) je 8 Vereine in Hin- und Rückrunde gegen jeden Gegner. Die drei besten Teams jeder Liga qualifizieren sich für die Meisterrunde, in der in Hin- und Rückrunde jeder gegen jeden die Teilnehmer für das Finalspiel um die Meisterschaft sowie das Spiel um die Europapokalplätze ausgespielt werden. Die übrigen zehn Vereine spielen in der Abstiegsrunde in Hin- und Rückrunde jeder gegen jeden um den Klassenerhalt.
Der Meister qualifiziert sich für die EHF Champions League und die SEHA-Liga. Der Zweit-, Dritt- und Viertplatzierte ist berechtigt zur Teilnahme an der EHF European League.

## Vereine 2022/23
1. RK Zagreb
2. RK Nexe Našice
3. MRK Sesvete
4. RK Dubrava
5. RK Poreč
6. HRK Gorica
7. KTC Križevci
8. RK Metković-Mehanika
9. MRK Trogir
10. RK Rudar
11. RK Osijek
12. GRK Varaždina 1930
13. RK Bjelovar
14. RK Ribola Kaštela
15. RK Moslavina Kutina
16. RK Zamet Rijeka

## Meister
| Verein    | Titel | Jahre |
| --------- | ----- | --- |
| RK Zagreb | 33    | 1992, 1993, 1994, 1995, 1996, 1997, 1998, 1999, 2000, 2001, 2002*, 2003, 2004, 2005, 2006, 2007, 2008, 2009, 2010, 2011, 2012, 2013, 2014, 2015, 2016, 2017, 2018, 2019, 2021, 2022, 2023, 2024, 2025 |

Seit der ersten Spielzeit 1991/92 gewann RK Zagreb in jedem Jahr die Meisterschaft.* In der Saison 2001/02 wurde zwar RK Metković sportlich Meister, nachträglich wurde dem Verein die Meisterschaft aber aberkannt und Zagreb zugesprochen. Die Saison 2019/20 wurde auf Grund der Covid-19-Pandemie abgebrochen.

## Pokalsieger
| Mannschaft  | Titel | Jahre |
| ----------- | ----- | --- |
| RK Zagreb   | 30    | 1992, 1993, 1994, 1995, 1996, 1997, 1998, 1999, 2000, 2003, 2004, 2005, 2006, 2007, 2008, 2009, 2010, 2011, 2012, 2013, 2014, 2015, 2016, 2017, 2018, 2019, 2021, 2022, 2023, 2024 |
| RK Metković | 2     | 2001, 2002 |

## International
| Mannschaft  | Titel | EHF Champions League | EHF-Pokal | SEHA-Liga |
| ----------- | ----- | -------------------- | --------- | --------- |
| RK Zagreb   | 3     | 1992, 1993           |           | 2013      |
| RK Bjelovar | 1     | 1972                 |           |           |
| RK Metković | 1     |                      | 2000      |           |

- Der RK Bjelovar gewann als jugoslawisches Team 1972 den Europapokal der Landesmeister.